# Rikardis av Schwerin
Rikardis av Schwerin (tyska: Richardis, även Ricardis) född 1348, död mellan 23 april och 11 juni 1377, var Sveriges drottning från 1365 till sin död. 

## Biografi
Rikardis var dotter till den gamla fursteätten von Hagens siste greve, Otto I av Schwerin, (död 1357) och dennes hustru Mathilda av Mecklenburg-Werle (död 1361). Rikardis gifte sig 1359 med den senare svenske kungen Albrekt av Mecklenburg (1338/1340–1412), ett äktenskap vars kontrakt upprättats i Wismar redan 12 oktober 1352. 
Paret fick följande barn:
1. Erik (omkring 1365–1397), svensk tronföljare[1] och herre av Gotland.
2. Rikardis Katarina (omkring 1370/1372–1400), gift i Prag 1388 med kejsarens yngre son Johan av Böhmen (1370–1396), markgreve av Mähren och hertig av Görlitz (Lausitz).

Påven Gregorius XI skrev 12 februari 1373 tre brev (DS 9080, 9081, 9082) vari Rikardis omnämns såsom Sveriges drottning. Den 23 april 1377 utfärdade Rikardis i Stockholm ett skyddsbrev (DS 9488) för de uppländska gods som tillhörde Ingegerd Jönsdotter – gift med frälsemannen Peter Ingebjörnssons (Gillbergaätten) – som länge varit i tjänst hos Rikardis.  
Rikardis gravsattes i Svartbrödraklostret på Stadsholmen i Stockholm. En brand 1407 skall senare ha förstört graven. På makens grav i Doberaner Münster i Doberan finns en avbildning av Rikardis. 
Rikardis brev och sigill blev efter hennes död av ett speciellt vetenskapligt intresse, eftersom man tidigare (felaktigt) ansåg att svenska riksvapnet Tre kronor tidigast användes då hon och maken Albrekt av Mecklenburg regerade.

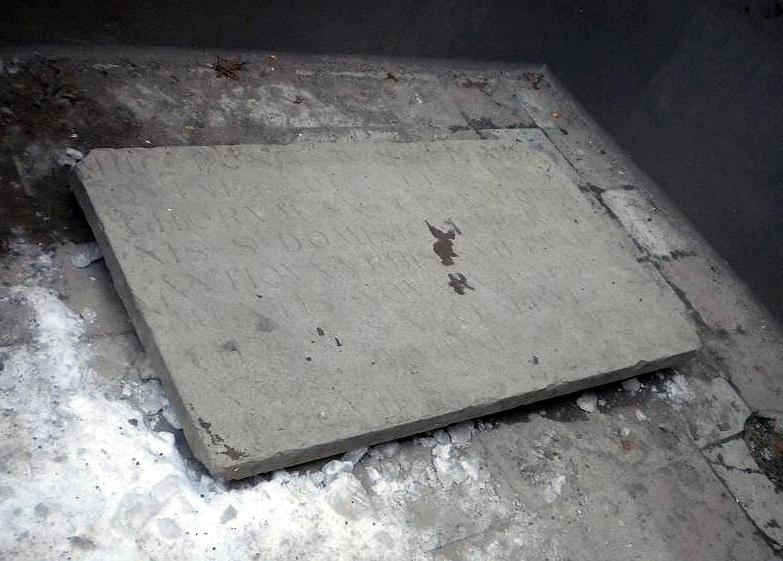
Sten med minnestext på latin över de gravsatta i Svartbrödraklostret i Stockholm.
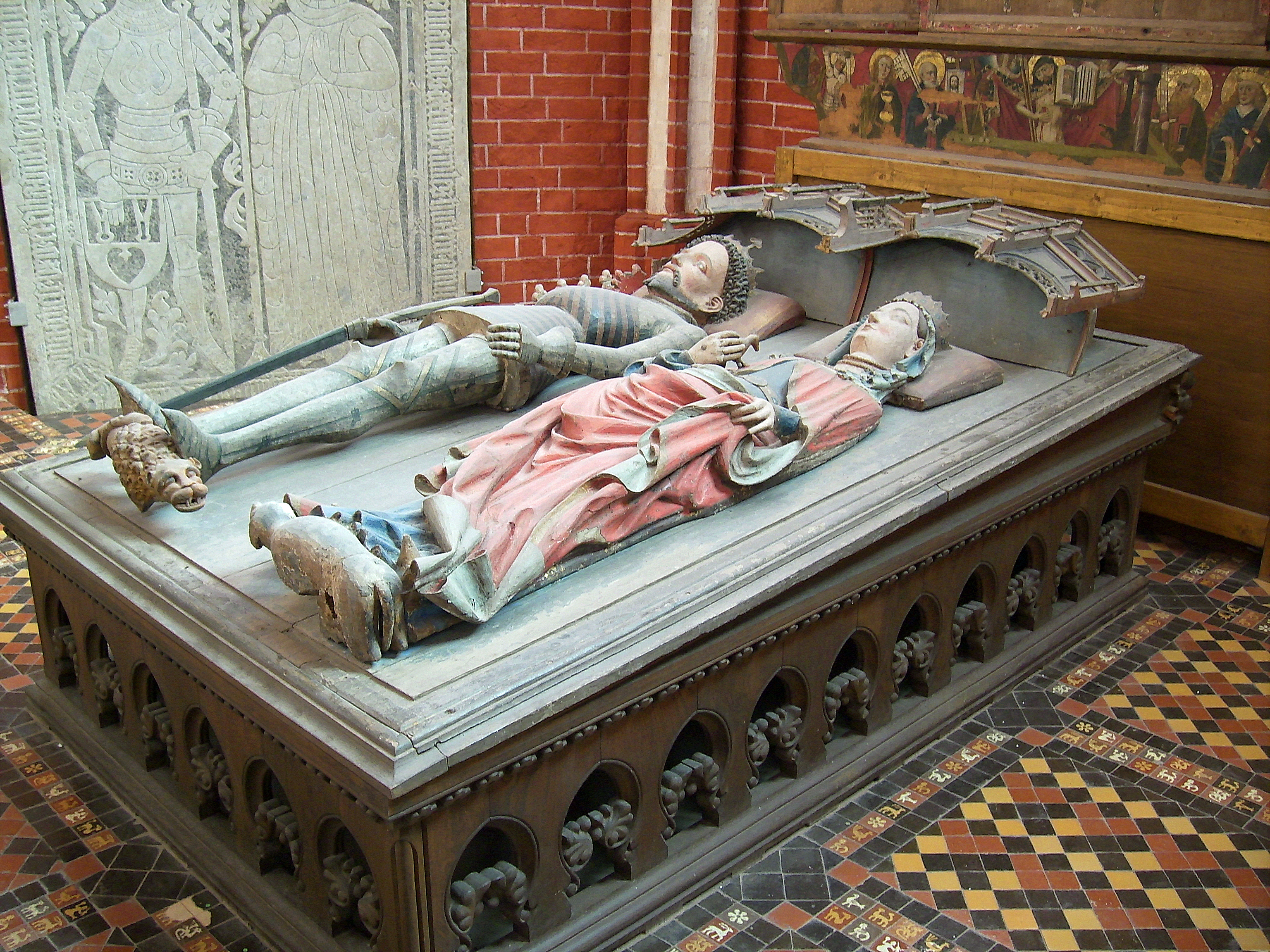
Graven för Albrekt av Mecklenburg, med avbildning av Rikardis
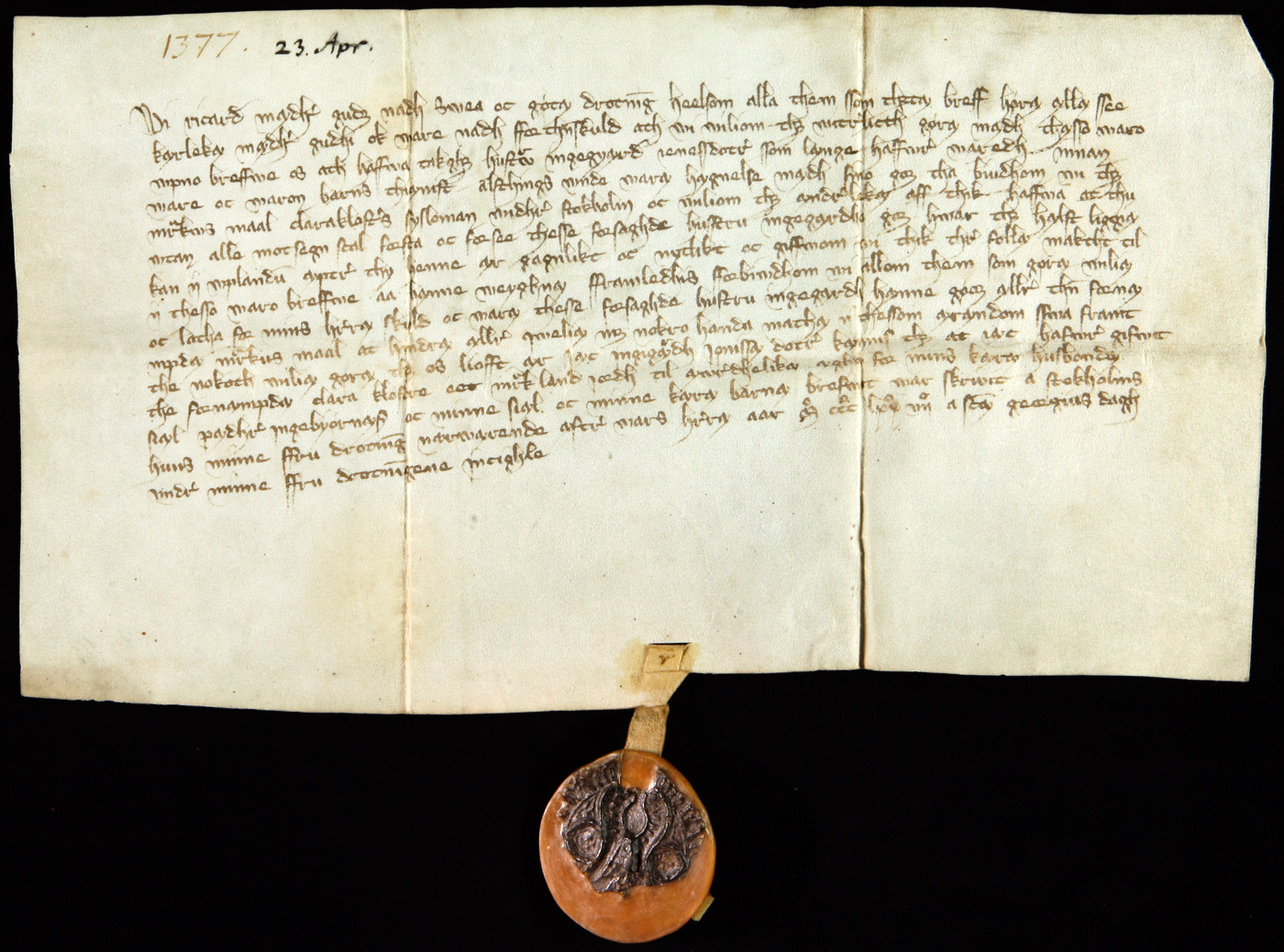
Drottning Ricardis av Sverige, kung Albrekts gemål, utfärdar ett skyddsbrev till hustru Ingegerd Jönsdotter, som tjänat henne under många år.